# Argonauta argo
Az Argonauta argo a fejlábúak (Cephalopoda) osztályának az Octopoda rendjébe, ezen belül az Argonautidae családjába tartozó faj.
Az Argonauta fejlábúnem típusfaja.

## Előfordulása
Az Argonauta argo minden trópusi és szubtrópusi óceánban, illetve tengerben előfordul. A Földközi-tengerben egy törpe változata található meg.

## Megjelenése
A fajra a nemi kétalakúság jellemző. A nőstény papírvékonyságú burkot növeszt a teste köré, emiatt úgy néz ki, mint egy apró csigáspolip (Nautilus pompilius); habár nem áll közeli rokonságban az utóbbival. Az első karpáron és a szemek körül kékes árnyalat látható. A kerek „ház” gerincén két sornyi apró, éles kiemelkedés van. A „ház” oldalai elvékonyodnak, és szarvszerű képződményé alakulnak. A legnagyobb ilyen „ház” 300 milliméter átmérőjű volt, de általában, csak 100 milliméteres a nőstény és 20 milliméteres a hím.

## Életmódja
Feltételezések szerint nyílt vízi puhatestűekkel táplálkozik. Ő maga pedig számos ragadozó életmódú állatnak esik áldozatául. A Csendes-óceán délnyugati részén kihalászott Alepisaurus ferox gyomrában is megtalálták. A nyílt tengervízben, medúzák (Medusozoa) társaságában is megfigyelhető; korábban úgy vélték, hogy a fejlábú a medúzából táplálkozik, viszont az újabb kutatások szerint az utóbbinak a táplálékát akarja megkaparintani.

## Szaporodása
Az ivarérettséget a hím 8 milliméteresen, míg a nőstény 16 milliméteresen éri el. Egy 88 milliméteres nőstény, akár 48 800 petét is rakhat.

## Képek

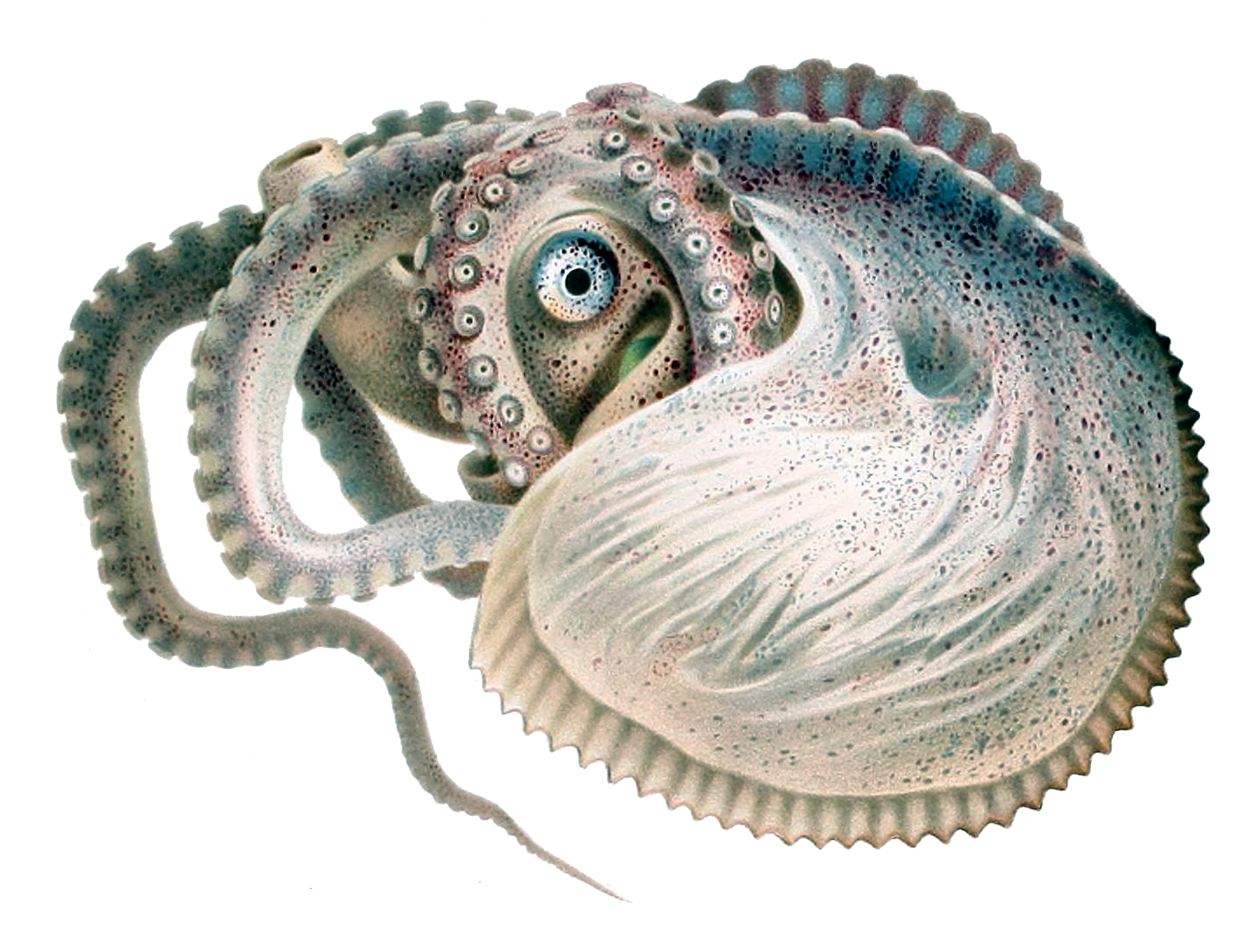
Régi rajz az állatról
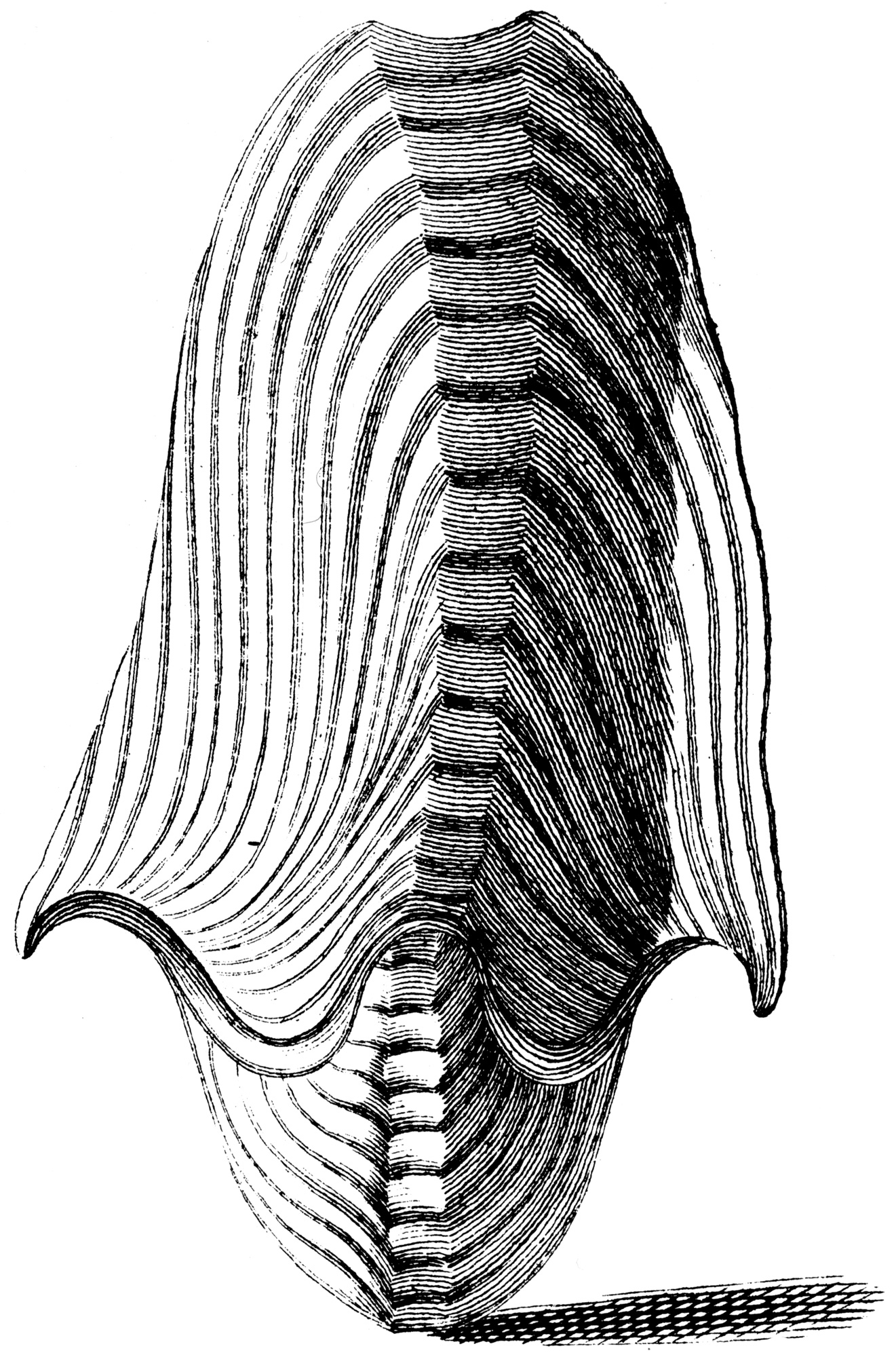
A „ház”
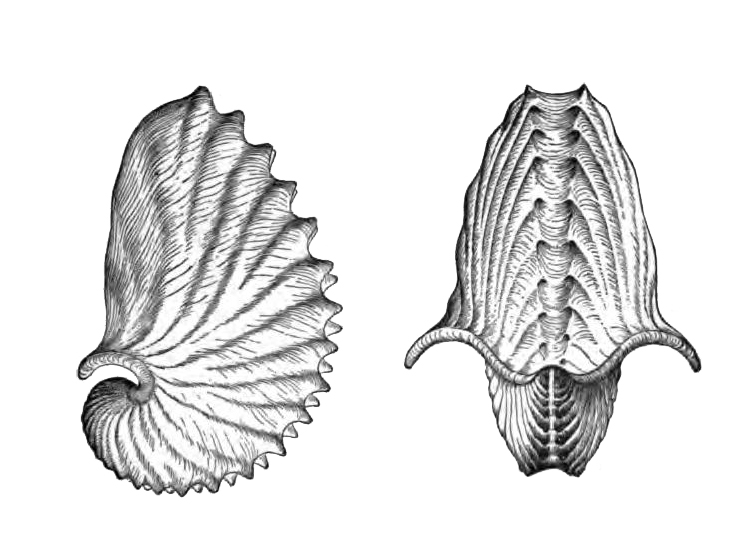
két szemszögből
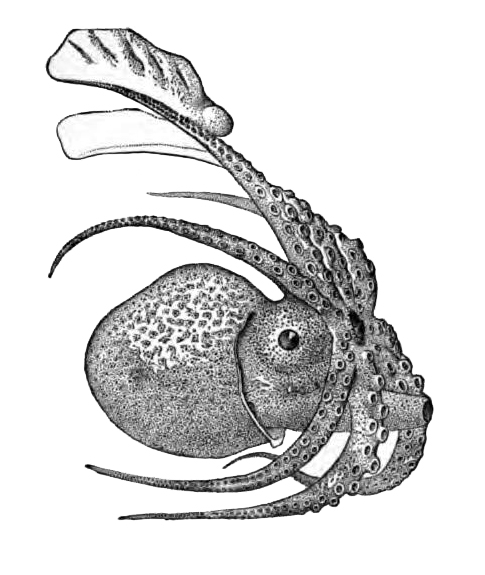
és az állat nélküle
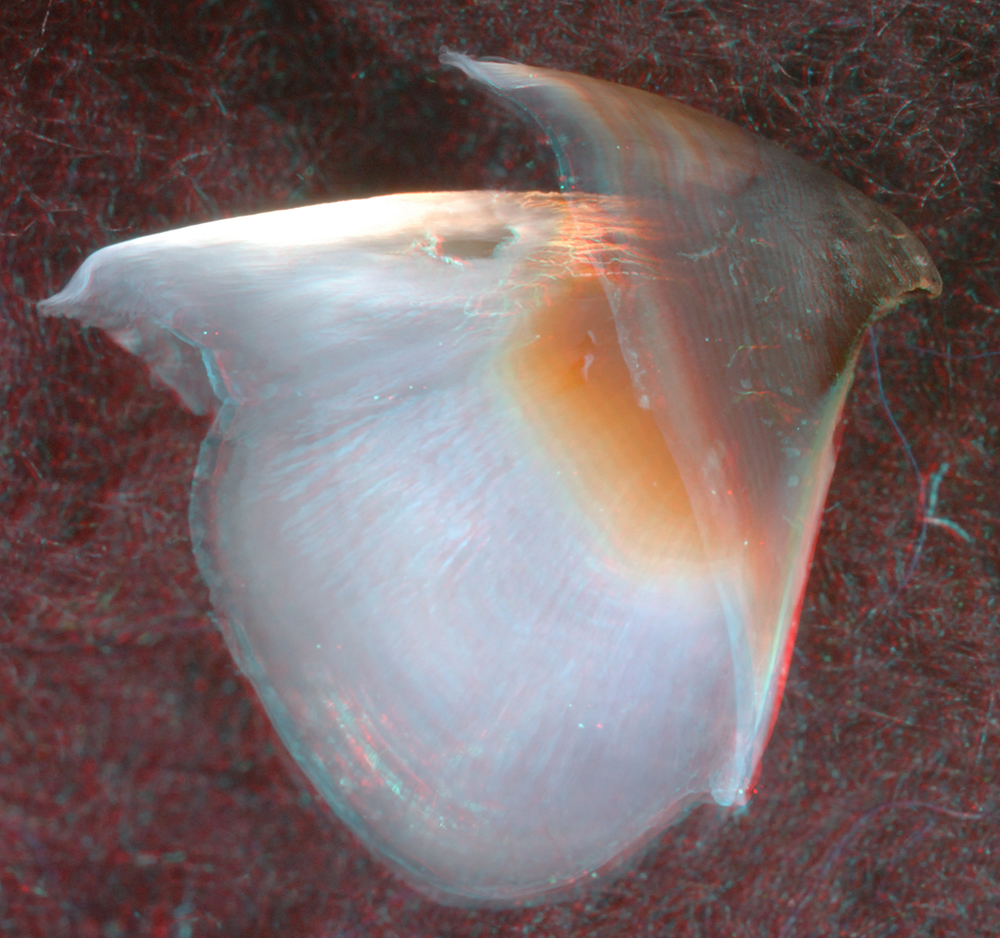
63 milliméteres nőstény felső „csőre”
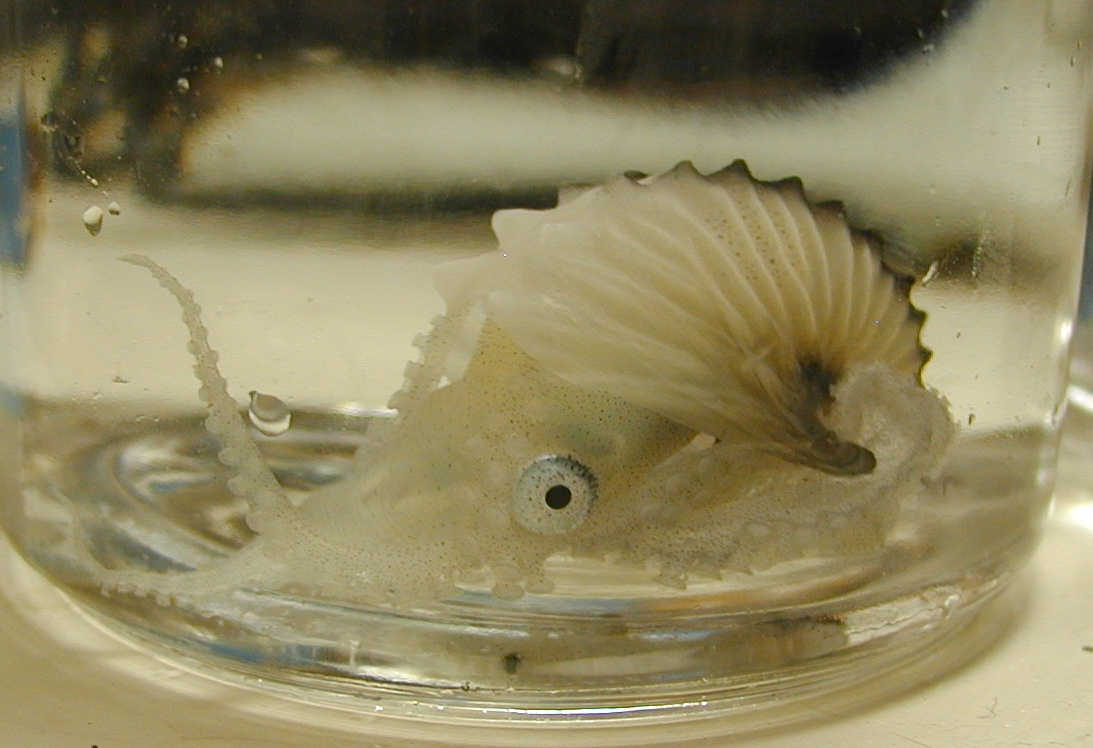
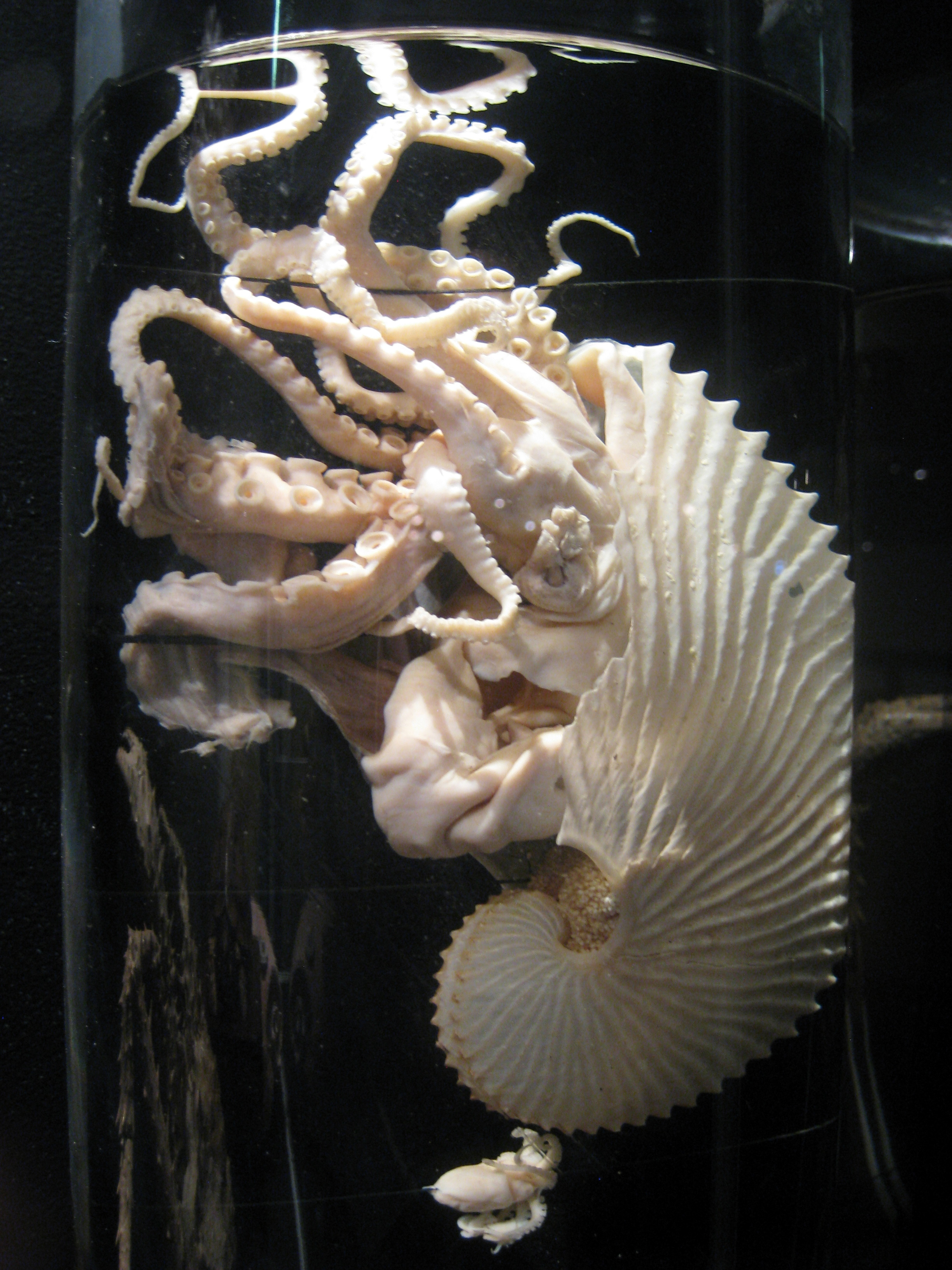
Tartosított
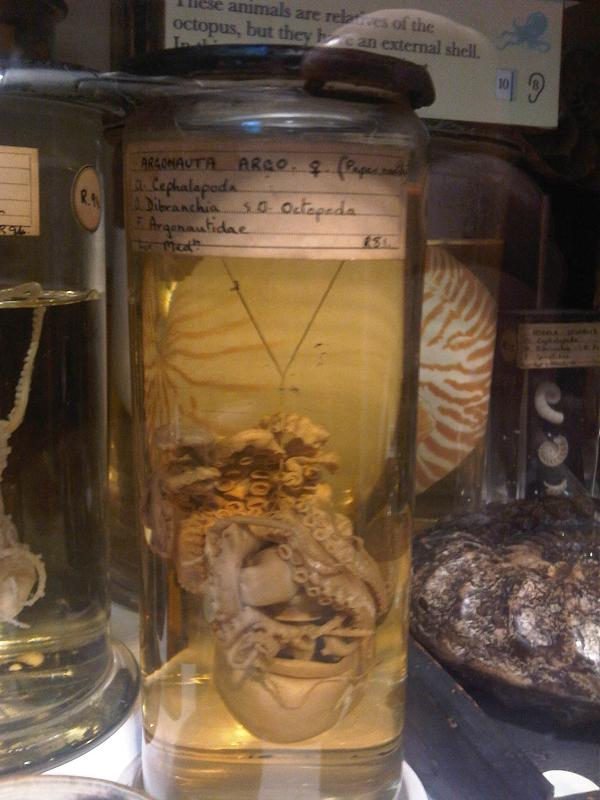
példányok

### Fordítás
Ez a szócikk részben vagy egészben  az   Argonauta argo című angol Wikipédia-szócikk ezen változatának fordításán alapul.  Az eredeti cikk szerkesztőit annak laptörténete sorolja fel. Ez a jelzés csupán a megfogalmazás eredetét és a szerzői jogokat jelzi, nem szolgál a cikkben szereplő információk forrásmegjelöléseként.